# Weeds & Flowers
『Weeds & Flowers』（ウィーズ アンド フラワーズ）は、UP-BEATの5枚目のオリジナル・アルバム。1990年7月21日に、ビクターインビテーションから発売された。

## 解説
東川真二（ギター）と水江慎一郎（ベース）脱退後初となる9か月ぶりのオリジナル・アルバム。
1990年3月からレコーディング作業開始、4月9日から5月3日にかけてロンドンのAIR STUDIOにてレコーディングされた。

## 収録曲
| 全編曲: UP-BEAT・ホッピー神山。 |                                   |          |                                 | |      |
| #                               | タイトル                          | 作詞     | 作曲                            | 備考 | 時間 |
| 1.                              | 「Water scape 〜記憶の扉〜」      |          | UP-BEAT・ホッピー神山           | インスト曲 | 1:58 |
| 2.                              | 「Dance to The Ruin」             | 広石武彦 | 広石武彦・UP-BEAT・ホッピー神山 | PVが作られており、翌年発売のVHS『Paradise? 〜Real Beat Scene7〜』に収録されている | 4:47 |
| 3.                              | 「Wall Song」                     | 広石武彦 | 広石武彦・UP-BEAT               | この曲で歌われているのは「現実逃避を求める人間」のことである | 4:13 |
| 4.                              | 「Lady Memories」                 | 広石武彦 | 岩永凡・UP-BEAT・佐久間正英     | | 4:25 |
| 5.                              | 「Paradise?」                     | 広石武彦 | 広石武彦・ホッピー神山          | 翌年発売されたPV集(VHS)のタイトルはこの曲のタイトルからとられている | 4:36 |
| 6.                              | 「Standin'in The Wind」           | 広石武彦 | 広石武彦・ホッピー神山          | | 3:45 |
| 7.                              | 「1,000 Nights 1,000 Dreams」     | 広石武彦 | 広石武彦・UP-BEAT・ホッピー神山 | | 4:56 |
| 8.                              | 「Carnival Day」                  | 広石武彦 | 広石武彦・UP-BEAT               | | 3:55 |
| 9.                              | 「Angel's Voice」                 | 広石武彦 | 広石武彦                        | 先行シングル | 5:33 |
| 10.                             | 「And I Wish You Happiness」      | 広石武彦 | 広石武彦・UP-BEAT               | | 4:41 |
| 11.                             | 「Weeds & Flowers〜最後の国境〜」 | 広石武彦 | 広石武彦・UP-BEAT               | ラストを飾るアルバムタイトル曲。 後にシングルカットされ、PVも作られた。 曲終盤の「またここで会おう」という歌詞が、CD付属の歌詞カードに於いて「またここで食おう」という誤植がされていた。 なお、後に収録された他のメディア付属の歌詞カードでは「またここで会おう」と表記されている。 | 5:15 |